# Hussvamp

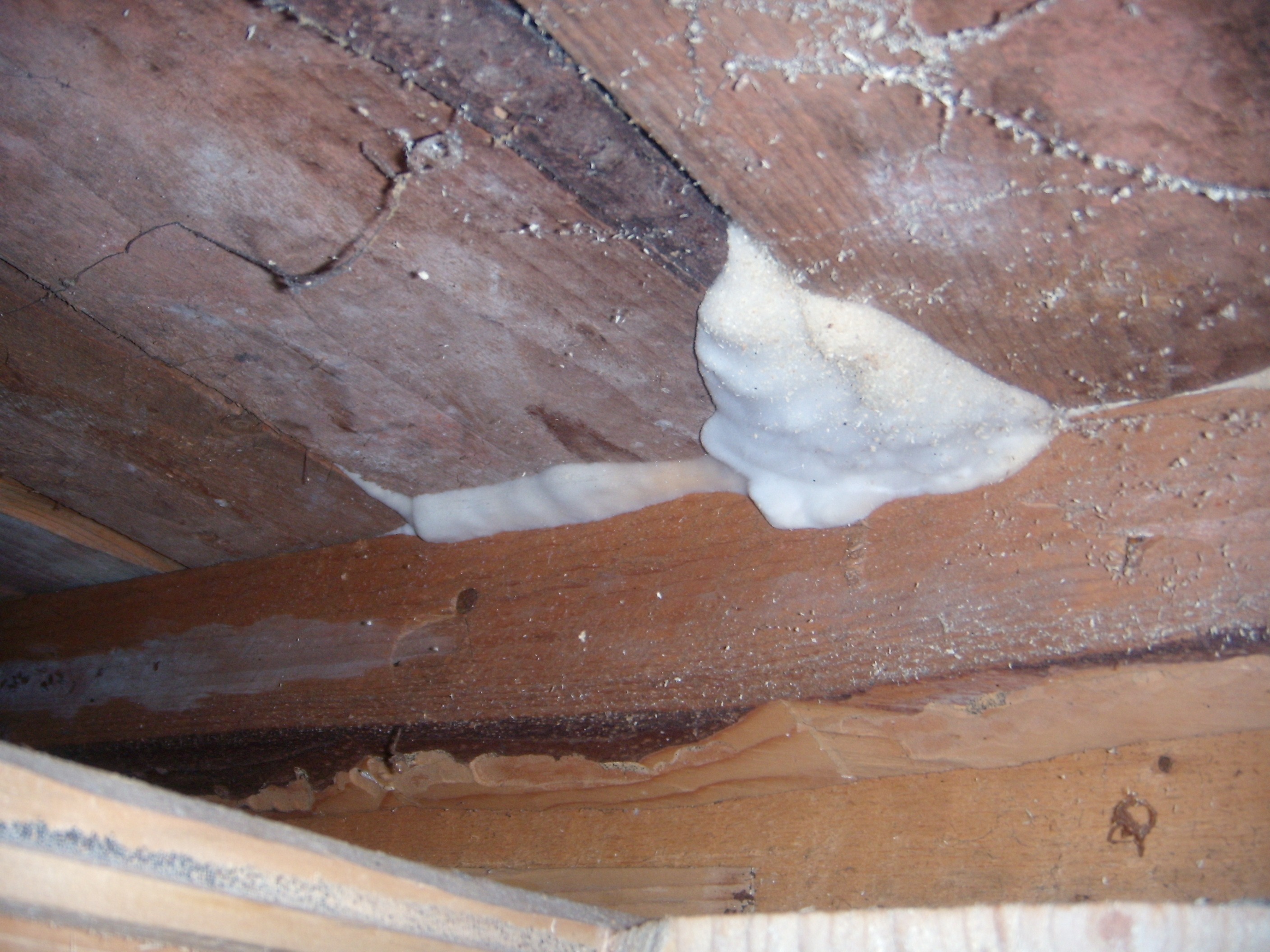
Hussvamp i trossbotten

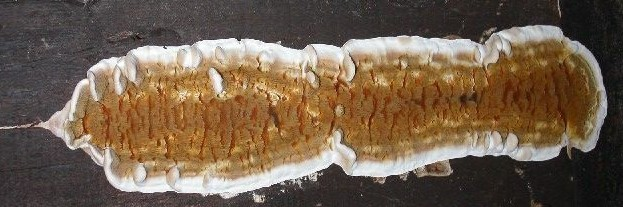

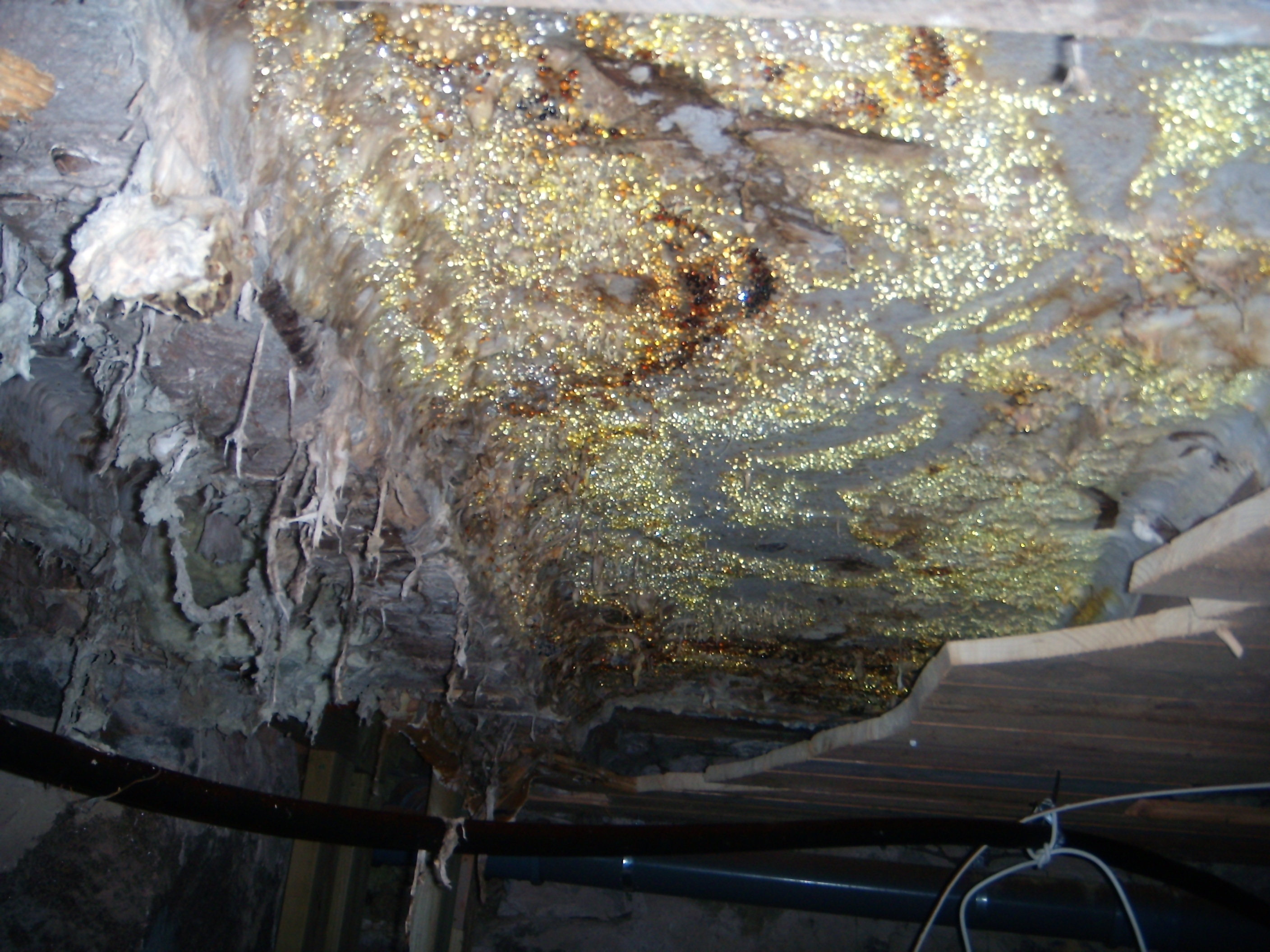
Skada av äkta hussvamp, orsakad av undermåligt tätskikt i badrum

Hussvamp (Serpula lacrymans, den gråtande, på latin) ligger latent i de flesta trähus och väntar på rätt betingelser för att kunna bryta ut. 
Skada av den äkta hussvampen är den allvarligaste av alla brunrötesvampar då den kan binda och transportera fukt själv och på så sätt skapa en gynnsam miljö av fukt. Fukt kan komma från till exempel läckande tak, avlopp samt vattenledningar. Även kondens från en kallvattenledning kan vara tillräckligt. Avsaknad av eller bristfälliga fuktspärrar i våtutrymmen eller skador på dessa kan bidra till en gynnsam miljö. I äldre hus finns inte grundisolering mot stenfot eller sockel, här kan syll eventuellt suga upp fukt från sockeln. Saknad eller bristfällig ventilation av husgrunden är en bidragande faktor till svamptillväxt.
Renoveringar av skorsten eller husgrund där kalk används kan i vissa fall vara en utlösande faktor på grund av att svampen behöver kalken för att neutralisera den oxalsyra som den bildar vid sin nedbrytning av trämaterialet. Därmed försvinner den tillväxthämmande faktor som normalt försvårar eller hindrar svampen att sprida sig i trämaterialet. Svampen kan med hjälp av kalken skapa de livsbetingelser den behöver för att kunna sprida sig vidare till andra delar i huskonstruktionen. 
Rekommenderade åtgärder för att bli av med hussvamp:
- Se till att huset besiktas av fackman med erfarenhet av hussvampsbekämpning.

- Avlägsna allt material som angripits av svampen samt lite av det friska materialet för att på så sätt skapa en säkerhetszon, en meter mer än det angripna. Bränn det angripna materialet direkt utan mellanlagring.

- Se till huskonstruktionen torkar ordentligt, både före och efter rekonstruktion av huset. Skadade byggnadsdelar och området däromkring saneras med borsalt. Svampen kan komma tillbaka om huset får någon framtida vattenskada från läckande rör, eller om taket är otätt.

Ett äldre namn på hussvampen är Merulius lacrimans.